# Förstatligande
Förstatligande, även nationalisering och socialisering, är överföring av enskild egendom, främst produktionsmedel, till det offentliga, även kallat statligt ägande. Nationalisering är en anglicism för förstatligande, som semantiskt innefattar överförande till statlig, regional, lokal eller federal nivå. Överförandet kan vara i form av tillgångar och verksamheter.

## Kända svenska förstatliganden
- År 1918 köpte Telegrafverket (senare Televerket) Stockholms Allmänna Telefon AB och hade sedan monopol på telefoni i Sverige fram till mobiltelefonins intåg.
- År 1939 i samband med andra världskriget beslöt riksdagen att förstatliga samtliga enskilda järnvägar som sedan blev en del av Statens Järnvägar (SJ).